# Australian Museum
Het Australian Museum is het oudste museum van  Australië en het bevindt zich in Sydney in de deelstaat New South Wales. Het museum heeft een internationale reputatie op zowel het gebied van de natuurlijke historie alsook de culturele antropologie. Het museum bezit aanzienlijke collecties van gewervelde- als ongewervelde dieren, maar ook verzamelingen op het gebied van mineralogie, paleontologie en volkenkunde. Naast het tentoonstellen van de collecties, doet het museum ook onderzoek naar de oorspronkelijke bewoners van het continent en is het betrokken bij sociale projecten.
Het museum werd in 1827 opgericht op instigatie van Henry Bathurst, toen Minister van koloniën (Secretary of State for War and the Colonies) van het Britse Rijk. Het heette toen het Colonial Museum. In 1836 kreeg het museum zijn huidige naam.